# Distrito de Huánuco
El distrito de Huánuco es uno de los trece distritos de la provincia de Huánuco, ubicado en el departamento de Huánuco, en el centro del Perú.
Desde el punto de vista jerárquico de la Iglesia católica forma parte del diócesis de Huánuco.

## Toponimia
El nombre parece haber venido de *wanaku 'guanaco', donde la a pasó a u por algún proceso de asimilación.

## Historia
El distrito fue creado el 4 DE NOVIEMBRE mediante Ley N.º 16490.

## Geografía
Abarca una superficie de 96,55 km² y tiene una población estimada mayor a 72 600 habitantes. 
Su capital es la ciudad de Huánuco.

## Autoridades

### Municipales
- 2014
  - Alcalde: Pelado Lorenzo Silva Céspedes, del Partido Democrático Somos Perú (SP).[2]
  - Regidores: Nilton Fernando Llanos Doria (SP), Juan Elías Ollague Rojas (SP), Jorge Luis Pimentel y Wong (SP), Cecilia Dannesa Ríos Salazar (SP), Melsi Aliaga Victorio de Castañeda (SP), Cecilia Zevallos León (SP), Natalia del Rocío Crespo Santiago (SP), Carlos Felipe Chávez Navarro (Hechos y No Palabras, Edward Frank Inocente Carlos (Hechos y No Palabras, Cecilia Yanett Reátegui Valladolid (Hechos y No Palabras, Joel Arteaga Calixto (Luchemos por Huánuco).
- 2007-2010
  - Alcalde: Jesús Giles Alipazaga.

### Policiales
- Comisario: Mayor PNP .

### Religiosas
- * Obispo de Huánuco: Mons. Neri Menor Vargas OFM.
- Párroco:

## Festividades
- Agosto: Aniversario de la fundación de la ciudad de Huánuco
- Octubre: Señor de Burgos